# Burg Dobřany
Die Reste der heute als Burg Dobřany bezeichneten mächtigen Höhenburganlage befinden sich im Nachoder Bergland (Náchodská vrchovina) im Okres Rychnov nad Kněžnou, Tschechien. Über die Burg sind keine schriftlichen Überlieferungen erhalten und ihr ursprünglicher Name ist unbekannt. August Sedláček hielt sie für die Burg Dobruška.

## Geographie
Die Reste der Burg liegen 600 m westlich des Dorfes Dobřany auf einem bewaldeten Bergsporn über der Einmündung des Baches Dobřanský potok in den Zlatý potok. Nördlich befinden sich die Ansiedlungen Doly und Na Krahulci, im Osten Dobřany, südlich Nedvězí, im Südwesten Doly, westlich Bystré und im Nordwesten Janov.

## Geschichte
Es wird angenommen, dass die Burg am Übergang vom 13. zum 14. Jahrhundert durch Vasallen der Herren von Drslavice als Schutzburg für den durch das Goldbachtal über das Adlergebirge nach dem Glatzer Kessel führenden Handelsweg errichtet wurde. Sie war die höchstgelegene und größte einer Kette von sechs Burgen, die sich von Chábory über Skalka, Kamenice, Kounov und Hluky entlang des Goldbachtales erstreckte. Im 14. Jahrhundert erwarben wahrscheinlich die Herren von Dobruška die Burg.
Zum Untergang der Burg bestehen mehrere Theorien. Die wahrscheinlichere geht davon aus, dass die Burg bereits zum Ende des 14. Jahrhunderts zugunsten der Burg Frymburk aufgegeben und dem Verfall überlassen wurde, da die kleineren Burgen einen ausreichenden Schutz des Handelsweges gewährleisteten. Andererseits wird angenommen, dass die Burg 1425 durch die Hussiten zerstört worden ist; wobei beides zutreffen kann, auch dass die Hussiten die bereits verlassene Burg zerstört haben. Die Burg wurde nie wieder aufgebaut und ihr ursprünglicher Name ging verloren; die Ruine wurde seit dem 18. Jahrhundert dann schlicht als Hrad bezeichnet.

## Anlage
Die für eine Wachburg außergewöhnlich große Anlage erstreckt sich über eine Länge von mehr als 250 m. Die auf dem Plateau gelegene Hauptburg war von einer Burgmauer sowie einem 32 m breiten und bis zu 18 m tief in den Felsen eingehauenen Burggraben umgeben. Auf ihrem höchsten Punkt befand sich ein von der Burgmauer umgebener Rundturm mit einem Durchmesser von ca. 12 m. Südwestlich des Bergfriedes befand sich eine hufeisenförmige Bastion an der Burgmauer. Westlich vom Bergfried stand auf etwas niedrigerem Niveau der Palas; er hatte einen rechteckigen, in zwei Räume unterteilten Grundriss von 30 × 12 m und war an seiner Nordseite in die Burgmauer eingebunden. Südlich des Palas befand sich über dem Burgbrunnen ein weiteres Gebäude, dessen Nutzung bisher nicht geklärt ist. Dieses Gebäude und der Palas nahmen mit Ausnahme der Südseite, von wo eine Stiege auf den Laufgang der Burgmauer führte, den gesamten mittleren Teil der Hauptburg ein. Westlich des Palas lag auf wiederum niedrigerem Niveau der mit zwei Wällen von zwei bis drei Metern Höhe und sechs Metern Breite befestigte trapezförmige obere Burghof; auf seiner südwestlichen Langseite war er 52 m lang und 16 m breit, die Nordseite des Hofes hatte eine Länge von 32 m, die Südseite von 48 Metern. Der Zugang zur Hauptburg erfolgte wahrscheinlich von der Westseite über den unteren Burghof.
Unterhalb der Hauptburg befand sich die Vorburg, deren Ausmaße und Befestigungen heute nicht mehr feststellbar sind, nachdem das Gelände in der zweiten Hälfte des 20. Jahrhunderts bei der Anlegung eines Appellplatzes für ein Pionierlager ohne archäologische Beaufsichtigung um 2–3 m abgetragen wurde. Den Kern der Vorburg bildete der westlich des oberen Burghofes auf deutlich niederem Niveau befindliche untere Burghof. Er nahm das gesamte untere Plateau des Sporns ein und erstreckte sich über eine Fläche von 70 × 20 Metern. Das an der Südwestseite des unteren Burghofes gelegene Tor war der einzige Zugang zur Burg. Den westlichen Abschluss der Vorburg bildeten die Felsklippen zum Goldbachtal.
Von der Anlage her bestehen starke Ähnlichkeiten mit der Burg Hlodný an der Alba und der kleinen Burg Hluky.
Die im Wald verborgene Ruine der Hauptburg wurde 1989 nach einem Unwetter, das die Bäume auf dem Sporn umwarf, freigelegt. Dabei sollen bis zu drei Meter hohe Mauerreste sichtbar geworden sein. Beim Abtransport des Windbruches mit Traktoren durch Forstleute und Landwirte wurde die Ruine stark beschädigt.
Die Anlage ist seit 1958 als Kulturdenkmal geschützt.